# Медведев, Павел Михайлович
Па́вел Миха́йлович Медве́дев (1900—1968) — советский ботаник, специалист по флоре Кольского полуострова.

## Биография
Павел Михайлович Медведев родился в селе Деледино Тверской губернии 5 июля 1900 года. Учился в Краснохолмском педагогическом техникуме, в 1919 году поступил в Ленинградский сельскохозяйственный институт, который окончил в 1930 году.
После Великой Отечественной войны работал в Полярно-альпийском ботаническом саду-институте Кольского филиала АН СССР младшим научным сотрудником.
В 1956 году получил степень кандидата биологических наук с диссертацией по флоре центральных Хибин. С 1965 — старший научный сотрудник ПАБСИ.
Павел Михайлович занимался исследованием песков окрестностей посёлка Кузомень, изучал возможные методы их закрепления. В этом районе находились хвостохранилища комбината «Апатит». Также Медведев занимался рассмотрением перспектив создания лугов и пастбищ на территории Мурманской области.
Павел Медведев умер 3 июня 1968 года в городе Пятигорск . Похоронен в Санкт-Петербурге.

## Некоторые научные публикации
- Важнейшие экологические условия и растительность в центральной части Хибин, 1956.
- Роль тепла и влаги для жизни растений в трудных климатических условиях (на примере Хибинских гор), 1964.
- Наиболее урожайные по зеленой массе и зерну сорта кормовых бобов и гороха в условиях Мурманской области, 1965
- Опыт закрепления растительностью пылящих нефелиновых песков хвостохранилища АНОФ-1 комбината «Апатит», 1966 (в соавторстве).